# Parafia św. Michała Archanioła w Wyszanowie
Parafia św. Michała Archanioła w Wyszanowie – parafia rzymskokatolicka należąca do dekanatu Wieruszów diecezji kaliskiej. Została erygowana w XIII wieku. Mieści się w Wyszanowie na ulicy Głównej pod numerem 28. Parafia liczy 1983 wiernych.

## Historia
Kościół ufundowano przed 1240 rokiem. Pierwsza zachowana wzmianka o kościele pochodzi z 1422 roku i przetrwała do pożaru w 1702 roku. Obecnie istniejąca świątynia powstała w 1841 roku. Budowla jest murowana, w stylu neoklasycystycznym. 

## Obszar
Miejscowości należące do parafii: Jutrków, Lubczyna, Tonia, Torzeniec, Wyszanów.